# Jersey (eiland)

Jersey (Satellietbeeld NASA Earth Observatory)

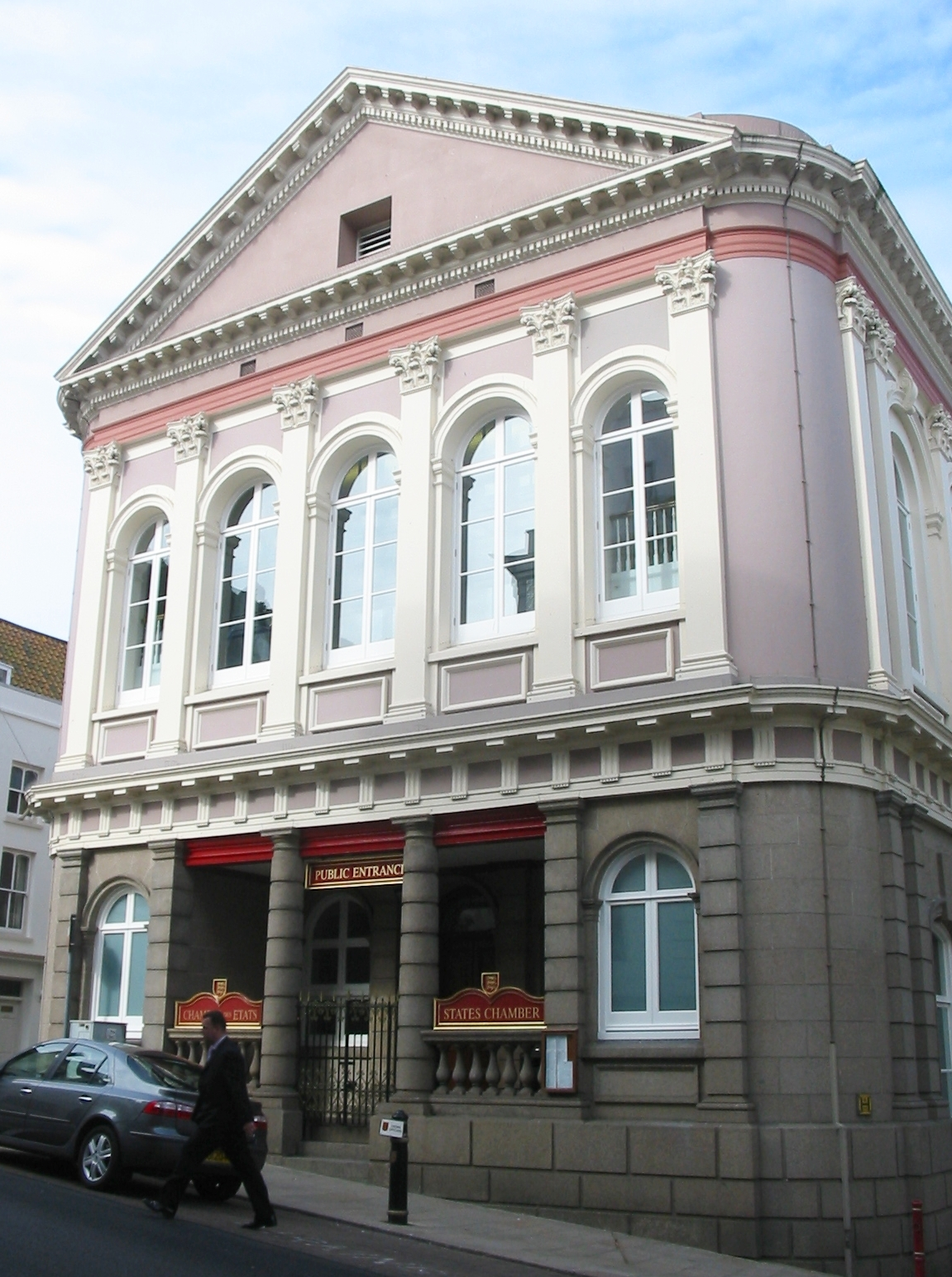
De Staten in Saint Helier

Jersey (Jèrriais: Jèrri) is een eiland op 22 kilometer voor de Franse kust van Normandië in de Golf van Saint-Malo. Het is het grootste van de Kanaaleilanden. Er wonen 101.073 (2020) mensen, waarvan 30% in de hoofdstad Saint Helier. Het is net zoals Guernsey en het in de Ierse Zee gelegen Isle of Man geen onderdeel van het Verenigd Koninkrijk, maar een Brits Kroonbezit. Jersey vormt samen met de onbewoonde eilandgroepen Minquiers, Ecréhous, Les Pierres de Lecq en andere rotsen en riffen het autonome baljuwschap (Engels: bailiwick) Jersey. Het Verenigd Koninkrijk is verantwoordelijk voor de verdediging van Jersey. Jersey maakt deel uit van de Common Travel Area: een gebied waarin inwoners van de Republiek Ierland, het Verenigd Koninkrijk, Jersey, Guernsey en het Isle of Man vrij kunnen reizen zonder paspoort met een minimaal aantal identificatiepapieren.

## Geografie

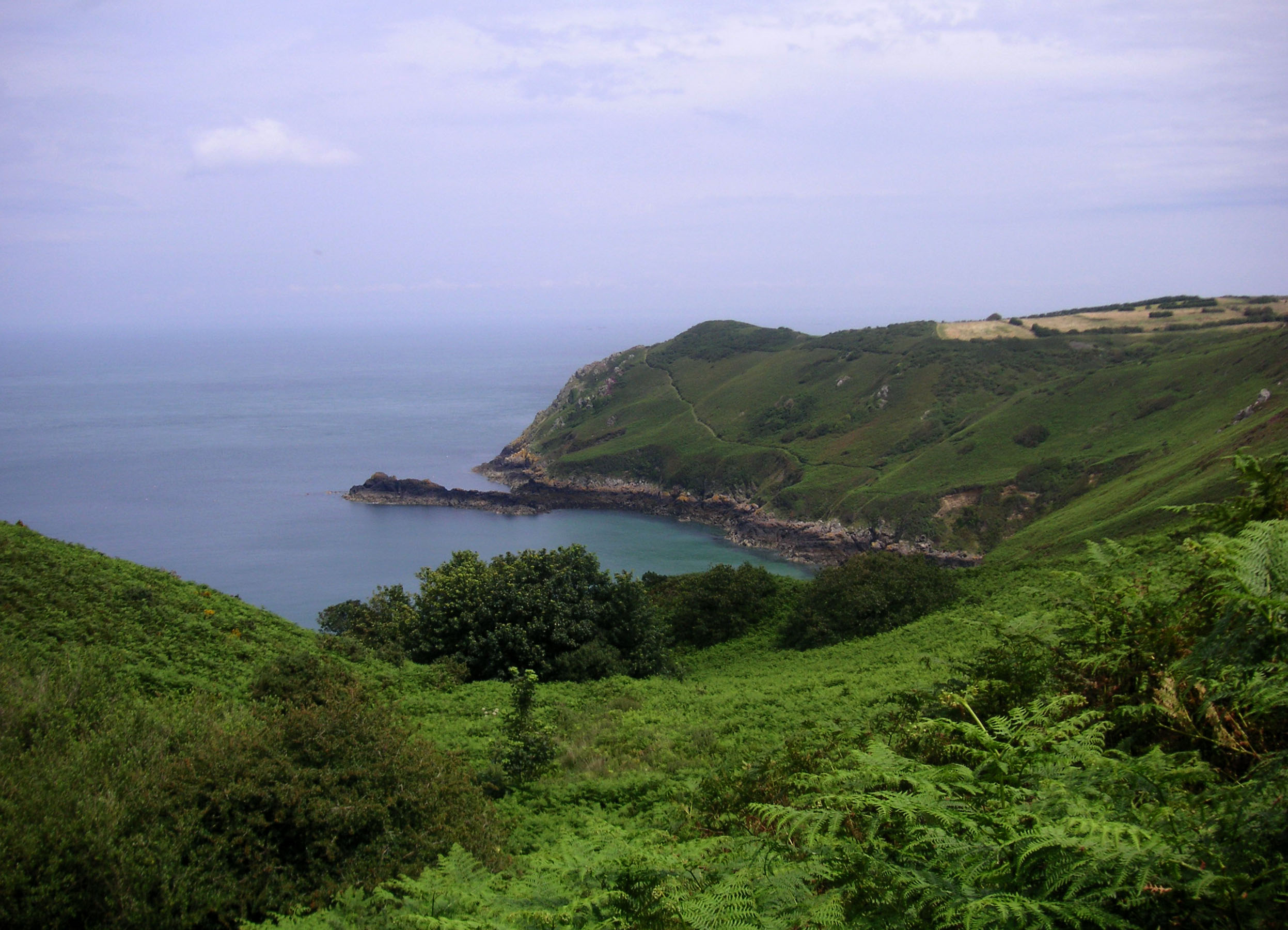
Baai Bonne Nuit

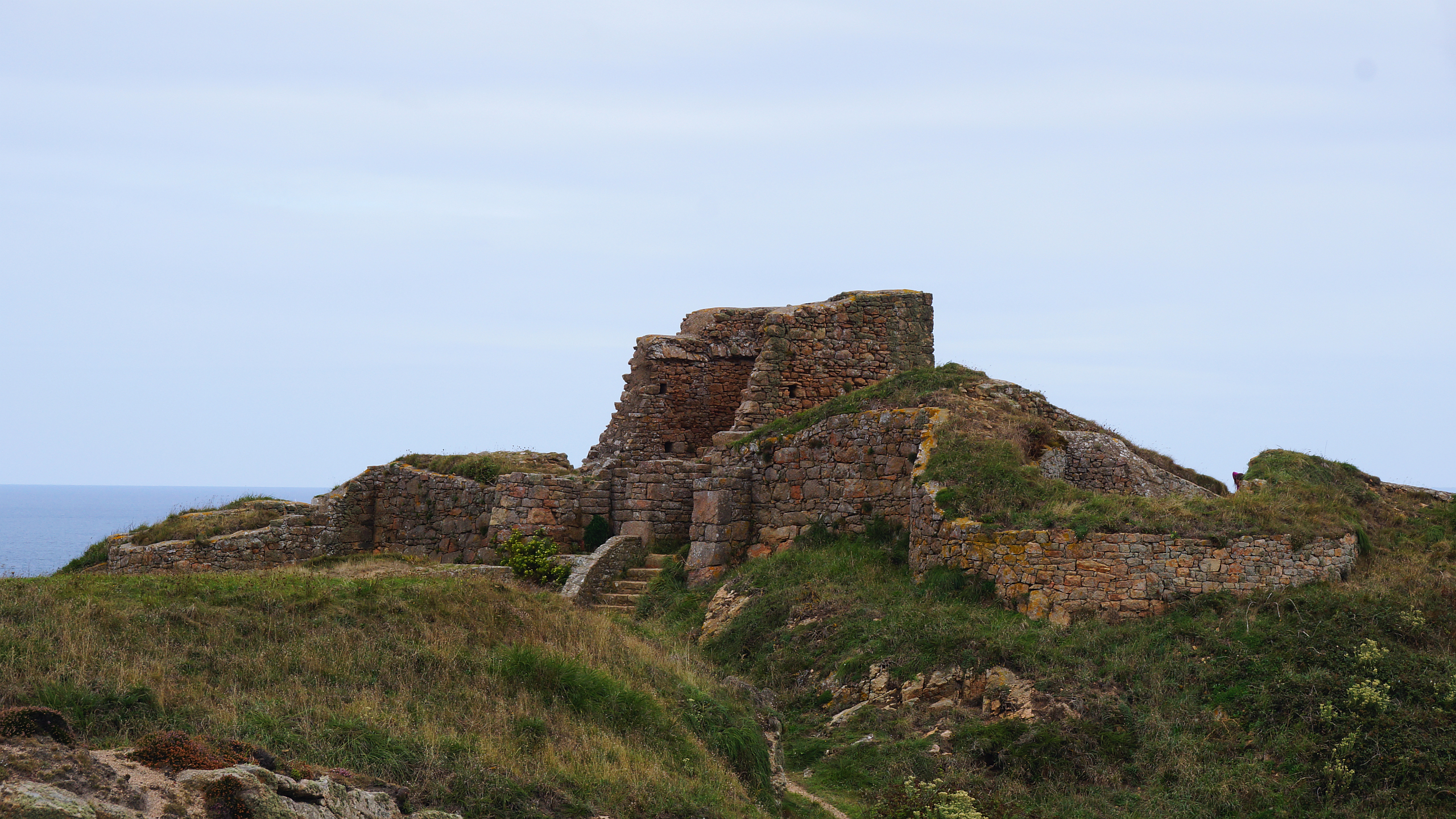
"Grosnez Castle",14e eeuw

Jersey is een eiland op 22 kilometer voor de Franse kust van Normandië in de Golf van Saint-Malo en ongeveer 161 km ten zuiden van het Verenigd Koninkrijk. Het is het grootste en meest zuidelijk gelegen eiland van de Kanaaleilanden.
Het eiland meet 16 km van oost naar west en 10 km van noord naar zuid. Het heeft een oppervlakte van 116 km² en een kustlijn van 70 km. De grens van de territoriale wateren ligt op 3 zeemijl van de kust en die van de visserijzone op 12 zeemijl. De belangrijkste havenplaatsen zijn Gorey, Saint Aubin en Saint Helier. In 2014 werd het Nationaal Park Jersey opgericht dat 16 procent van het eiland beslaat.
Het eiland bestaat uit een plateau dat oploopt vanaf de zandbaaien in het zuiden tot de kliffen in het noorden. Het plateau wordt doorsneden door valleien in de noord-zuid richting. Het hoogste punt is de Les Platons met 143 meter boven zeeniveau.
Het klimaat is gematigd met milde winters en koele zomers. De gemiddelde temperatuur is 11,6 graden en is gelijk aan het klimaat aan de zuidkust van Engeland. Het gemiddeld aantal uren zon bedraagt 1918 uur.

## Geschiedenis
De herkomst van de naam van het eiland Jersey is onzeker. Er zijn meerdere rivaliserende verklaringen over de herkomst. Deze verklaringen zien verbanden tussen Jersey en woorden uit het Latijn, het Oudnoords, en Gallisch. Waarschijnlijk komt het achtervoegsel "-ey" (dat terugkomt in de namen van de andere Kanaaleilanden) van het Oud-Noords "ey", dat overeenkomt met de "ei" in "eiland" en ook dezelfde betekenis heeft.
De huidige Nederlandse schrijfwijze voor het eiland Jersey is gelijk aan de Engelse. Rond 1650 werd het anders geschreven: Jarzee of Jarsey.
Het eiland Jersey en de andere Kanaaleilanden zijn de laatste overblijfselen van het middeleeuwse hertogdom Normandië dat zowel in bezit van Engeland als Frankrijk als inzet van strijd is geweest. Jersey ligt in de Baai van Mont Saint-Michel en is het grootste van de Kanaaleilanden. Jersey kent sinds de afscheiding van het hertogdom Normandië in 1204 (Filips II van Frankrijk had in dat jaar namelijk de delen van het graafschap op het vasteland heroverd) zelfbestuur. Vanaf 1204 veranderden de eilanden van een vredig oord in een brandpunt van de strijd tussen Engeland en Frankrijk. Het fort Mont Orgueil werd rond die tijd gebouwd om dienst te doen als militaire basis.
Het oudste bewijs van menselijke activiteit dateert uit de prehistorie. Jersey maakte deel uit van het Romeinse Rijk, maar er zijn geen Romeinse resten te zien. Over de middeleeuwen is zo mogelijk nog minder bekend. Er zijn vrijwel geen geschreven bronnen over de periode vóór de 11e eeuw. Jersey is vele eeuwen deel geweest van de strijd om de heerschappij over grondgebied op het Franse vasteland tussen de Engelse en de Franse koningen. Tijdens de Honderdjarige Oorlog werden de Kanaaleilanden meermaals aangevallen en rond 1380 zelfs enkele jaren bezet door de Fransen. Gedurende deze eeuwen zijn er vele oorlogen om Jersey gevoerd. Aan de kust van Jersey zijn dan ook vele verdedigingswerken gebouwd.
Gedurende de 18e eeuw waren er vaak politieke spanningen tussen Engeland en Frankrijk omdat beide landen over de hele wereld hun imperium uitbreidden. Door zijn ligging werd Jersey quasi constant met oorlog bedreigd. Langs de hele kust van Jersey zijn dan ook nog dertig ronde torens te zien. Met de bouw hiervan werd in 1778 begonnen.
In de 19e eeuw werd Jersey een belangrijke plaats voor scheepsbouw; in die tijd werden er meer dan 900 schepen op het eiland gebouwd. Tegen het eind van de 19e eeuw profiteerden boeren van de ontwikkeling van de Jersey-melkkoe en de Jersey-aardappel.
De 20e eeuw wordt, emotioneel gezien, gedomineerd door de bezetting door Duitse troepen tussen 1940 en 1945. De regering in Londen gaf al in het begin van de oorlog aan dat de Kanaaleilanden onverdedigbaar waren. Jersey werd gedemilitariseerd om zo veel mogelijk geweld te voorkomen. Ongeveer 8000 eilanders werden geëvacueerd naar Engeland.
Bevrijdingsdag, 9 mei 1945, vond plaats een dag na de algemene Duitse capitulatie van 8 mei. 9 mei is daarom een lokale feestdag.
Vanaf de jaren zestig van de 20e eeuw is de groei van de financiële industrie zeer belangrijk geweest voor Jersey.

## Bestuur
De bestuurlijke inrichting van Jersey bestaat uit het staatshoofd, de Staten van Jersey, de regering, de gemeenten en vingtaines.

### Staatshoofd
Het staatshoofd is koning Charles III (sinds 8 september 2022). De Engelse monarch is het staatshoofd van Jersey; het koningschap is erfelijk. De traditionele titel van het staatshoofd is Duke of Normandy; de monarch heeft deze titel echter niet formeel. De monarch bestuurt het kroondomein Jersey alleen formeel. Jersey wordt in werkelijkheid bestuurd door de Staten van Jersey samen met de regering.

### Staten van Jersey
De wetgevende macht van Jersey berust bij de Staten van Jersey (Engels: States of Jersey). In de Staten zitten drieënvijftig gekozen leden en tevens zitten in de Staten vijf niet-gekozen leden, zonder stemrecht, maar met het recht van spreken. Alle huidige Statenleden zijn onafhankelijk gekozen. Politieke partijen zijn er eigenlijk niet, al opereren er groepen die een gelijk gedachtegoed aanhangen.

### Regering
Het bestuur van Jersey wordt uitgevoerd door de regering, waarvan de eerste minister het hoofd is. De regering van Jersey bestaat uit de koning van het Verenigd Koninkrijk, de luitenant gouverneur, de baljuw, de Staten, de eerste minister en zijn kabinet (Engels: council of ministers). Formeel is de koning het staatshoofd en de luitenant gouverneur zijn vervanger.

### Bestuurlijke indeling
Jersey is opgedeeld in twaalf parishes. Alle parishes liggen aan zee. Op een na zijn ze vernoemd naar de heiligen waar de gemeentekerk aan gewijd is. Een Parish Assembly in Jersey is het besluitvormende orgaan van het lokale bestuur. De Parish Assembly bestaat uit ingezetenen en belastingbetalers.

### Internationale relaties
Hoewel diplomatieke vertegenwoordiging voorbehouden is aan de Kroon, onderhandelt Jersey direct met buitenlandse mogendheden betreffende zaken die onder de verantwoordelijkheid van de Staten vallen. Jersey heeft een permanente niet-diplomatieke vertegenwoordiging in Caen (Frankrijk), "Bureau de Jersey", en een bijkantoor in Rennes (Frankrijk). Een soortgelijk kantoor, "La Maison de Normandie", in St. Helier (Jersey) vertegenwoordigt de Franse Kamers van Koophandel (Frans: Conseil général of Manche), de regio Basse-Normandie (Frans: Conseil régional of Basse-Normandie) en daar resideert het Franse consulaat.
Jersey is lid van de Brits-Ierse Raad (Engels: British-Irish Council), de Vereniging Commonwealth Parlementen (Engels: Commonwealth Parliamentary Association), de Vereniging van Frans sprekende parlementen (Frans: Assemblée parlementaire de la Francophonie ) en waarnemend lid van de Raad van Europa. Jersey heeft zich tot doel gesteld zelfstandig lid te worden van het Gemenebest van Naties (Engels: Commonwealth of Nations).

## Onderwijs

### Primair en secundair onderwijs
De Staten verzorgen het primaire en secundaire (voortgezet) onderwijs, gefinancierd via de belasting. Er zijn tevens particuliere scholen voor secundair onderwijs op Jersey. Het onderwijscurriculum volgt dat van het Verenigd Koninkrijk.

### Tertiair onderwijs: Beroeps- en hoger onderwijs
Het is mogelijk om een beperkt aantal diploma's te halen op het eiland. Jersey heeft een middelbare beroepsonderwijsinstelling en een universiteitscentrum, Highlands College. Highlands College biedt deeltijds en avondonderwijs. Daarnaast biedt het college voortgezet onderwijs op atheneumniveau. Highlands werkt samen met een breed spectrum aan organisaties zoals Open Universiteit, University of Plymouth en London South Bank University. De nadruk ligt op diploma's op financieel gebied en sociologie, beide worden gewaarmerkt door Plymouth University.
Het "Institute of Law" is de instelling op Jersey voor de studie rechten. Dit instituut biedt onderwijs voor studenten die een baan in de advocatuur ambiëren. Het instituut voorziet ook in een opleiding bachelor rechten in lijn met het internationale programma van de University of London. De Open Universiteit biedt ook onderwijs aan op Jersey; het collegegeld is echter hoger dan in het Verenigd Koninkrijk. Tevens is op Jersey de "Jersey International Business School" een particuliere instelling.

## Economie
Vanouds was het eiland afhankelijk van de visvangst. Vissers van Jersey gingen vissen bij IJsland en verkochten de vis (in die tijd waarschijnlijk in gezouten vorm) in vele andere landen, en kwamen met de handelsproducten weer terug naar huis.
De economie van Jersey is voornamelijk gebaseerd op internationale financiële diensten. Dit komt door het gunstige belastingklimaat. Evenals Guernsey wordt Jersey gezien als belastingparadijs. Het eiland kent bijvoorbeeld geen btw. De tarieven voor de inkomstenbelasting zijn lager dan algemeen op het Europese vasteland. Ook is het vrijgestelde gedeelte van het inkomen voor belastingen gunstiger, evenals het erfrecht.
Het toerisme is hierna de belangrijkste bron van inkomsten.
In 1996 was de financiële sector verantwoordelijk voor 60% van de inkomsten en toerisme voor 24%.
Daarnaast is de landbouw vanouds een bron van inkomsten. Aardappelen, bloemkool, tomaten en vooral bloemen zijn de voornaamste exportproducten die voornamelijk naar het Verenigd Koninkrijk gaan. De Jersey-melkkoe is wereldwijd bekend en is een belangrijke inkomstenbron. Melkproducten gaan naar het Verenigd Koninkrijk en andere Europese landen.
Sinds 1984  is de regering actief bezig om lichte industrie naar het eiland te halen met als resultaat dat de elektronische industrie zich heeft ontwikkeld naast de traditionele fabricage van breiwerk.
Alle grondstoffen en benodigde energie worden geïmporteerd evenals een groot deel van de voedselbehoefte.

### Munteenheid
Jersey bezit een eigen munt, het Jersey pond, deze wordt op het eiland gebruikt naast het Engelse pond en het Guernsey pond. Het Jersey pond wordt in het buitenland niet geaccepteerd; al is het wel mogelijk het Jersey pond in het Verenigd Koninkrijk te wisselen in Engelse ponden.
De belangrijkste munteenheid op Jersey is het Engelse pond; al wordt de euro door velen aangenomen.

## Bevolking
Vanaf 1821 zijn er regelmatig bevolkingsonderzoeken geweest. In het onderzoek van 2011 werd het bevolkingsaantal geschat op 97.857, waarvan 34% woont in Saint Helier. Maar de helft van de bevolking is geboren op Jersey; 31% is op een van de andere Kanaaleilanden geboren, 7% in Portugal of Madeira, 8% in andere Europese landen en 4% daarbuiten.
| Nr. | Jaar | Bevolkingsaantal |
| 1   | 1951 | 55.244           |
| 2   | 1961 | 59.489           |
| 3   | 1971 | 69.329           |
| 4   | 1981 | 76.050           |
| 5   | 1991 | 84.082           |
| 6   | 2001 | 87.186           |
| 7   | 2011 | 97.857           |

Tabel 'Historische aantallen van de bevolking op Jersey'
- Bevolkingsopbouw:
  - 0-14 jaar: 18% (mannen 8140; vrouwen 7563)
  - 15-64 jaar: 68% (mannen 30.036; vrouwen 30.329)
  - 65 jaar en ouder: 14% (mannen 5454; vrouwen 7393) (2000 est.)
- Bevolkingsaanwas: 0,52% (2000)
- Geboorte: 11,65 geboorten per 1000 inwoners
- Overlijden: 9,26 overlijdens per 1000 inwoners
- Immigratie-saldo: 2,81 migranten per 1000 inwoners
- Verhouding geslachten:
  - bij geboorte: 1,11 mannen/vrouwen
  - beneden 15 jaar: 1,08
  - 15-64 jaar: 0,99
  - 65 jaar en ouder: 0,74
  - totale bevolking: 0,96
- Kindersterfte: 5,71 overlijdens per 1000 levend geborenen
- Levensverwachting:
  - totale populatie: 78,48 jaar
  - mannen: 76,07 jaar
  - vrouwen: 81,07 jaar
- Vruchtbaarheid: 1,56 kinderen per vrouw (totaal)

De bevolkingstaal: De officiële taal in Jersey is Engels maar er wordt ook veel Frans gesproken vanwege de ligging.

## Festivals
Op Jersey vindt jaarlijks de Battle of Flowers plaats.
Akrotiri en Dhekelia · Anguilla · Bermuda · Brits Antarctisch Territorium · Brits Indische Oceaanterritorium · Britse Maagdeneilanden · Falklandeilanden · Gibraltar · Kaaimaneilanden · Montserrat · Pitcairneilanden · Sint-Helena, Ascension en Tristan da Cunha · Turks- en Caicoseilanden · Zuid-Georgia en de Zuidelijke Sandwicheilanden
Brits Kroonbezit: Guernsey · Jersey · Man